# 張天祐
張天佑 （？—1355年），元朝末年民变领袖郭子兴的妻弟。
郭子兴死后，韩林儿任命郭子兴的儿子郭天叙为元帅，張天祐和朱元璋为副元帅。朱元璋率兵渡长江。郭天叙、張天祐领军攻打集庆路，因为已投降的陈埜先又生了复归元朝之念并在朱元璋默许或支持下叛乱，郭天叙、張天祐都被杀害，后来郭天叙弟郭天爵也被朱元璋以谋叛为由处决，郭子兴的队伍完全归附朱元璋。

## 传記資料
- 《明史》卷一百二十二